# Kákosy Csaba

Kákosy Csaba (Budapest, 1969. július 4. –) jogász, volt gazdasági és közlekedési miniszter (2007–2008).

## Életrajza
1994-ben végzett az ELTE Állam- és Jogtudományi Karán, majd 1996-ig PhD tanulmányokat folytatott. Ezzel egyidejűleg külsős tanszéki oktatóként, illetve a CIB Bank jogi előadójaként dolgozott. 1995-től a Magyar Nemzeti Bank munkatársa, ebben a minőségében 1996-2001-ig a bank képviselője Magyarország párizsi OECD-képviseletén. 2004-2007 között a GKM kabinetfőnöke, 2007 december 5. óta gazdasági és közlekedési miniszter. Kóka János miniszter lemondását követően az SZDSZ őt jelölte a minisztérium élére, amit Gyurcsány Ferenc miniszterelnök elfogadott.
Terveit 2007 december 6-án ismertette: az egyszázalékos szint közelébe csökkent gazdasági növekedés élénkítését, a digitális írástudatlanság felszámolását és a közlekedési reform folytatását nevezte a legfontosabbnak. Mint mondta: „Legalább száz megoldandó ügy van a minisztériumban, ha ebből csak tízet rendezünk, de jól, az már eredménynek számít.”
A többi SZDSZ-es miniszterrel együtt, 2008. április 1-jén bejelentette kilépését a kormányból április 30-ai hatállyal.
2011-től a Day One Capital kockázati tőkebefektető cég társtulajdonsa. 2011. december 30-tól a Népszabadság Zrt. felügyelőbizottsági tagja.
Angol, német és francia nyelven beszél.